# CUS Benevento
CUS Benevento è stata la società polisportiva dell'Università del Sannio, membro del Centro Universitario Sportivo Italiano.